# 第25回ダヴィッド・ディ・ドナテッロ賞
第25回ダヴィッド・ディ・ドナテッロ賞（だい25かいダヴィッド・ディ・ドナテッロしょう）の授賞式は、1980年7月26日にタオルミーナで行われた。

## 受賞者一覧

### 監督賞
- ジッロ・ポンテコルヴォ（『Ogro』）
- マルコ・ベロッキオ（『Salto nel vuoto』）

### プロデューサー賞
- ジョセフ・ロージー（『ドン・ジョヴァンニ』）
- マリオ・チェッキ・ゴーリ（『Mani di velluto』）

### 主演女優賞
- ヴィルナ・リージ（『スキャンドール』）

### 主演男優賞
- アドリアーノ・チェレンターノ（『Mani di velluto』）

### 外国人監督賞
- フランシス・フォード・コッポラ（『地獄の黙示録』）

### 外国脚本賞
- ジェイ・プレッソン・アレン（『Just Tell Me What You Want』）

### 外国人女優賞
- イザベル・ユペール（『La dentellière』）

### 外国人男優賞
- ダスティン・ホフマン（『クレイマー、クレイマー』）
- ジャック・レモン（『チャイナ・シンドローム』）

### 外国映画賞
- クレイマー、クレイマー（監督：ロバート・ベントン）

### 外国サウンドトラック賞
- ラルフ・バーンズ（『ブルックリン物語』）

### ダヴィッド・ルキノ・ヴィスコンティ賞
- アンドレイ・タルコフスキー

### ダヴィッド・ヨーロッパ賞
- ジョン・シュレシンジャー（『ヤンクス』）

### ダヴィッド特別賞
- カルロ・ヴェルドーネ（『Un sacco bello』）
- エンリコ・モンテザーノ（『Aragosta a colazione』、『大泥棒』、『お手をどうぞ』）
- ハンナ・シグラ（『マリア・ブラウンの結婚』）
- ジャスティン・ヘンリー（『クレイマー、クレイマー』）
- レイ・スターク
- スーゾ・チェッキ・ダミーコ